# Фюссли, Иоганн Конрад
Иоганн Конрад Фюссли (нем. Johann Konrad Füssli; 12 августа 1704, Оберветц, ныне в составе Шёффенгрунда — 27 июня 1775, Фельтхайм, ныне в составе Винтертура) — швейцарский историк.
Сын священника, служившего в Любеке и Вецларе. В Вецларе же окончил иезуитский коллегиум, затем в 1718—1726 гг. изучал теологию в Цюрихском университете. До 1731 г. работал домашним учителем в Эглизау. С 1742 года священник в Фельтхайме.
Автор, публикатор и издатель ряда трудов по истории Швейцарии и истории церкви. В 1734 г. подготовил шестое издание трактата Иосии Зимлера «О республике гельветов» с собственным дополнением. В 1735 году в издании «Сокровища швейцарской истории» (лат. Thesaurus Historiæ Helveticæ) напечатал вторую, улучшенную по сравнению с первоначальной публикацию хроники Иоганна из Винтертура. В 1741—1753 гг. редактировал пятитомное издание «К разъяснению истории церковной реформации швейцарских земель» (нем. Beyträge zur Erläuterung der Kirchen-Reformations-Geschichten des Schweitzer-Lands), в 1770—1772 гг. — четырёхтомное «Описание государства и земли Швейцарской конфедерации» (нем. Staats- und Erdbeschreibung der schweizerischen Eidgenossschaft), одновременно в 1770—1774 гг. — трёхтомную «Непредвзятую историю церкви и ереси в Средние века» (нем. Unpartheyische Kirchen- und Ketzerhistorie der mittlern Zeit). Автор отдельных книг об Андреасе Карлштадте и Себастьяне Кастеллио (обе изданы посмертно в 1776 г.).
Активно участвовал в различных полемических столкновениях своего времени. В частности, выступал против критики Иоганном Брейтингером эстетики Готшеда, напечатал памфлет «Освещение нескольких статей Энциклопедии» (нем. Beleuchtung einiger Artikel in der Encyclopedie; 1766) с возражениями на богословские и церковно-исторические статьи первого тома «Энциклопедии» Дидро.